# A Christmas Horror Story
A Christmas Horror Story es una película de terror dirigida por Grant Harvey, Steven Hoban y Brett Sullivan. Se estrenó el 20 de julio de 2015 en el Festival Internacional de Cine de Fantasía y tuvo un estreno limitado en cines el 2 de octubre de 2015. La película es una serie de historias entrelazadas unidas por una historia. Está protagonizada por William Shatner, George Buza, Percy Hynes, Olunike Adeliyi, Rob Archer, Jeff Clarke, Jessica Clement y Zoé De Grand Maison.

## Sinopsis
DJ Dan (William Shatner) es un locutor de radio que se encuentra de turno en la estación de radio de la ciudad de Bailey Downs durante la víspera de Navidad. Durante su emisión, cuatro historias se van intercalando entre sí: Un grupo de tres adolescentes deciden ir a su escuela para investigar un asesinato que ocurrió allí hace un año; una pareja descubre que su hijo podría tener algo oscuro dentro de él; una familia codiciosa es perseguida por el Krampus en medio del bosque; y a Santa Claus se le llena el Polo Norte de elfos zombis.

## Reparto
| Actor               | Personaje     |
| ------------------- | ------------- |
| William Shatner     | DJ Dan        |
| George Buza         | Santa         |
| Percy Hynes White   | Duncan        |
| Olunike Adeliyi     | Kim Peters    |
| Rob Archer          | Krampus       |
| Jeff Clarke         | Taylor Bauer  |
| Jessica Clement     | Grace         |
| Zoé De Grand Maison | Molly Simon   |
| Amy Forsyth         | Caprice Bauer |
| Adrian Holmes       | Scott         |
| Shannon Kook        | Dylan         |
| Debra McCabe        | Marta Claus   |
| Michelle Nolden     | Diane Bauer   |
| Alex Ozerov         | Ben           |
| Alan C. Peterson    | Big Earl      |
| Corinne Conley      | Tía Edda      |

## Recepción
Las críticas por parte de la prensa hacia A Christmas Horror Story fueron generalmente positivas. Tanto Dread Central como The Hollywood Reporter dieron comentarios favorables para el trabajo de la película, ambos sitios declararon que la película tenía un mérito en la visión anual de la Navidad.